# Rima Calippus
La Rima Calippus è una struttura geologica della superficie della Luna.